# Skarb z Mogiłanskiego Kurhanu we Wracy
Skarb z Mogiłanskiego Kurhanu we Wracy – skarb tracki datowany na IV wiek p.n.e., odkryty w 1965 roku w miejscowości Wraca w Bułgarii. W grobach kurhanu znaleziono kunsztownie wykonane złote i srebrne przedmioty, świadczące o wysokim statusie pochowanych osób oraz o silnych wpływach greckich w sztuce trackiej. Kurhan, w którym odnaleziono skarb, składał się z trzech kolejnych komór grobowych, powstałych na przestrzeni kilku dziesięcioleci. Znalezione artefakty oraz szczątki ludzi i zwierząt sugerują, że było to miejsce pochówku lokalnej arystokracji, być może władców plemienia Tryballów. 

## Odkrycie i prace archeologiczne w rejonie
Skarb odkryto przypadkowo podczas prac budowlanych związanych z wznoszeniem nowego budynku mieszkalnego. 12 listopada 1965 roku koparka natrafiła na żelazne koła rydwanu. Mieszkaniec miasta, który był świadkiem tego odkrycia, natychmiast powiadomił regionalne muzeum historyczne. Następnego dnia teren został zabezpieczony w celu przeprowadzenia badań archeologicznych. Prace te prowadził Iwan Wenedikow, a ich realizacja miała miejsce od zimy 1965 do wiosny 1966 roku. Niestety, dokumentacja sporządzona podczas badań okazała się niepełna, co w późniejszym czasie utrudniło interpretację elementów pochówku.
W lipcu 2025 roku, w bliskiej okolicy kurhanu, odkryto pozostałości pałacu władcy plemienia Tryballów. Pałac ten, po śmierci władcy, został przemieniony w mauzoleum. Podobnie jak w przypadku Mogiłanskiego Kurhanu, odkrycie z lipca 2025 roku było związane z prowadzonymi w centrum Wracy pracami budowlanymi.

## Kurhan
Kurhan (bułg. Могиланска могила, dosł. Mogiłańska Mogiła) składa się z trzech pomieszczeń grobowych; okrągłego środkowego (I., najstarszego, wybudowanego na ówczesnym poziomie gruntu) i prostokątnych, położonych odpowiednio na nasypie (II., datowany na połowę IV wieku p.n.e.) i na południe od oryginalnego pochówku (III., datowany na koniec IV w. p.n.e.). Jego średnica podstawy to 60 metrów, zaś maksymalna wysokość to 7 metrów. 
Doszło w nim do trzech pochówków, które nastąpiły po sobie w odstępie kilku dziesięcioleci – wraz z kolejnymi pochówkami, sukcesywnie dodawane były także kolejne grobowce. Prawdopodobnie po trzecim, ostatnim pochówku, grobowce zostały dodatkowo przysypane i otoczone kamienną opaską, zaś sam kurhan w ten sposób zmienił się w mauzoleum władców plemienia Tryballów, którzy zamieszkiwali północno-zachodni kraniec dzisiejszej Bułgarii.
Grobowce w kurhanie są pozbawione dromosu. Pod naporem ziemi grobowce zawaliły się, przygniatając przedmioty ukryte w środku.

## Trakowie i tracki pochówek w IV w. p.n.e.
Na ziemiach trackich od V w. p.n.e. istniało królestwo założone przez plemię Odrysów. W IV wieku p.n.e. Tracja była areną złożonych przemian politycznych, na które wpływ miały zarówno wewnętrzne ambicje lokalnych władców, jak i zewnętrzne naciski ze strony sąsiednich potęg. Król Kotys I, władający od 384 lub 383 p.n.e., siłą umocnił władzę centralną. Jednakże, po jego śmierci w 359 roku p.n.e., królestwo zostało podzielone między trzech synów, co osłabiło jedność regionu. Wykorzystując tę sytuację, Filip II Macedoński do 340 roku p.n.e. podbił znaczną część Tracji, rozszerzając swoje wpływy na wschód.
W obliczu macedońskiej dominacji, lokalni władcy podejmowali próby odzyskania niezależności. Seutes III, jeden z najważniejszych trackich królów, starał się odbudować siłę królestwa Odrysów i około 320 roku p.n.e. założył miasto Seuthopolis, które stało się centrum politycznym i kulturalnym jego królestwa. 
Ustrój rodowo-plemienny wspierał gospodarczą siłę lokalnych arystokratów, co miało często szkodliwy wpływ na jedność królestwa. Rosnąca zamożność arystokracji doprowadziła też do zmiany materiałów wykorzystywanych w sztuce: w V i IV w. p.n.e. brąz zostaje wyparty przez srebro i złoto, a blichtr i przepych cieszą się powodzeniem (zob. skarb łukowicki, skarb rogozeński - ten ostatni również przechowywany w muzeum regionalnym we Wracy). 
W tym burzliwym okresie sztuka tracka odzwierciedlała zarówno tradycyjne motywy lokalne, jak i wpływy helleńskie, związane z ustanowieniem panowania macedońskiego i z bliskością greckich kolonii na wybrzeżu Morza Czarnego. W sztuce trackiej widoczne są też wpływy perskie, które trafiły do Tracji zarówno bezpośrednio, jak i za pośrednictwem helleńskich kolonii. W odpowiedzi na lokalne gusta i zapotrzebowanie arystokracji, toreutyka i jubilerstwo czerpią z tradycji helleńskiej i perskiej, tworząc swego rodzaju eklektyzm.
Herodot następująco opisuje tracki obrządek pogrzebowy arystokracji: „Pogrzeby bogaczów tak się odbywają: przez trzy dni wystawia się zwłoki, zarzyna wszelakie bydlęta ofiarne i ucztuje, opłakawszy wprzód zmarłego; potem zwłoki pali się lub grzebie. Po usypaniu mogiły urządzają wszelkiego rodzaju igrzyska, w których największe nagrody wyznacza się za pojedynek, stosownie do jego znaczenia”. Grzebanym arystokratom towarzyszyły ich atrybuty, takie jak pierścienie, hełmy czy miecze, które miały im towarzyszyć w życiu pozagrobowym; często również, wraz z arystokratą grzebany był też jego koń. Arystokratki zaś były chowane wraz z ozdobami i biżuterią; u niektórych plemion istniał zwyczaj zabijania żony w ofierze nad grobem męża. Stałym elementem wyposażenia grobowców była miejscowa ceramika. Spotyka się zarówno pochówki ciałopalne, jak i szkieletowe.

## Opis skarbu
Ornamenty i dekoracje wskazują na silne wpływy perskie i hellenistyczne, ujęte w trackim kontekście. 
Poziom wykonania przedmiotów jest wysoki; relief jest płaski, wykonany z repusowanych form, zaś niektóre detale są wykończone rytem.

### Grobowiec II
Najwspanialej wyposażony był prostokątny grobowiec zbudowany na południowej części nasypu pierwszego grobowca. 
W przedsionku znaleziono pozostałości wozu oraz szkielet konia wraz z uprzężą oraz szkielet młodego mężczyzny. O ile szczątki praktycznie się nie zachowały, jest to rzadkie znalezisko przedrzymskiego wozu trackiego. Uprząż składa się z 11 srebrnych aplik z reliefowymi przedstawieniami zwierząt. 
W samym grobowcu pochowano młodą kobietę o wzroście ok. 150 cm, która była nie starsza niż 20 lat. Razem z ciałem kobiety do kurhanu złożono wieniec z 24-karatowego złota, złote kolczyki, srebrny pozłacany nagolennik (więcej o nagolenniku, wieńcu i kolczykach – poniżej), hełm i srebrne pozłacane naczynia. Przedmioty te miały funkcję darów pogrzebowych. Pogrzeb kobiety miał charakter wyjątkowo okazały - badaczka Mara Conczewa opisuje znalezione kolczyki jako najpiękniejsze i najdokładniej wykonane kolczyki trackie znalezione na ziemiach bułgarskich, zaś w przypadku wieńca podkreśla kunszt wykonania drobnych gałązek, liści i pączków. 
Oprócz ciała kobiety, w środkowym grobowcu pochowano też mężczyznę-wojownika, razem z tarczą, strzałami oraz zestawem srebrnych naczyń. Być może mężczyzna-wojownik był dostojnikiem plemienia Tryballów, zaś kobieta jego żoną, zabitą w ofierze podczas pochówku męża. 

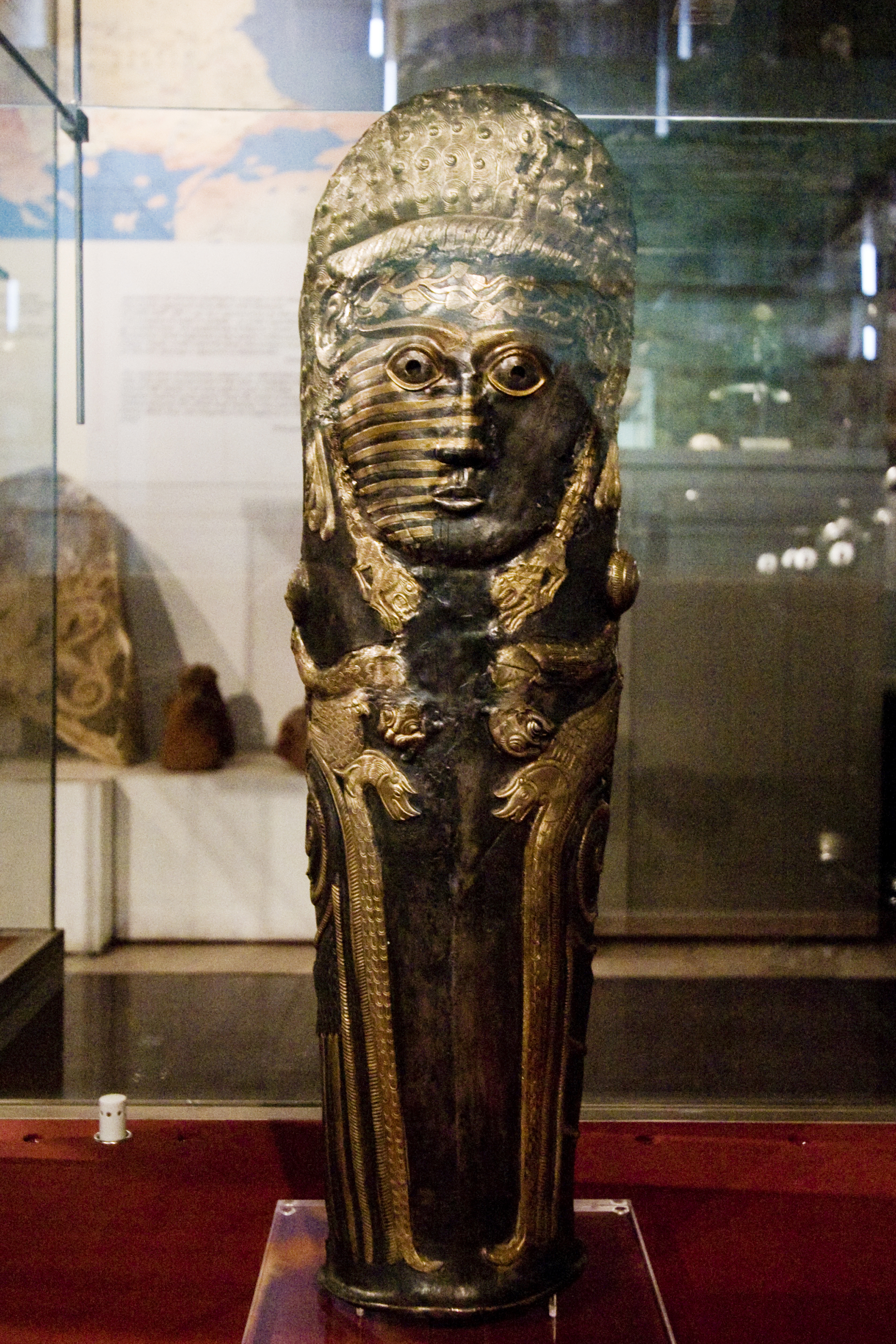
Nagolennik

Srebrny pozłacany nagolennik ma wysokość 46 cm. W jego górnej części widoczne jest przedstawienie głowy kobiety, co jest zgodne z helleńską sztuką dekoracji podobnych przedmiotów; w helleńskiej tradycji w tej pozycji często przedstawiane są gorgony lub głowy meduzy. Włosy są ułożone w spiralne loki i skręcane w wałek; na policzkach opadają w splotach pod postacią węży zakończonych głowami lwów. Na prawym policzku widoczne są szerokie, złote pasy, interpretowane jako tatuaże. Stylizowane mięśnie łydki to węże zakończone przedstawieniami potworów morskich. Postać kobiety może być wyobrażeniem bogini-matki lub Artemidy. Nagolennik jest bardzo delikatny i ma charakter ozdobny; nigdy nie miał być użyty w zmaganiach wojennych. Chociaż prawdopodobnie był częścią kompletu, drugiego nigdy nie odnaleziono. Po raz pierwszy był restaurowany w 1972 roku; nie zachowała się dokumentacja z tamtych prac. Kolejna restauracja miała miejsce w latach 2014-2015.
Górna część kolczyków w kształcie dysku zdobiona jest wiciami roślinnymi i rozetami, a przymocowany do niej półksiężycowaty wisior zawiera dekoracje w postaci spiral i rozet. Do półksiężyca dołączone są paciorki, a do jego górnej krawędzi przymocowano skrzydlate syreny. Do paciorków przyczepione są zawieszki w kształcie waz lub żołędzi – cztery zachowały się w pierwszym egzemplarzu, zaś w drugim zachowało się pięć.

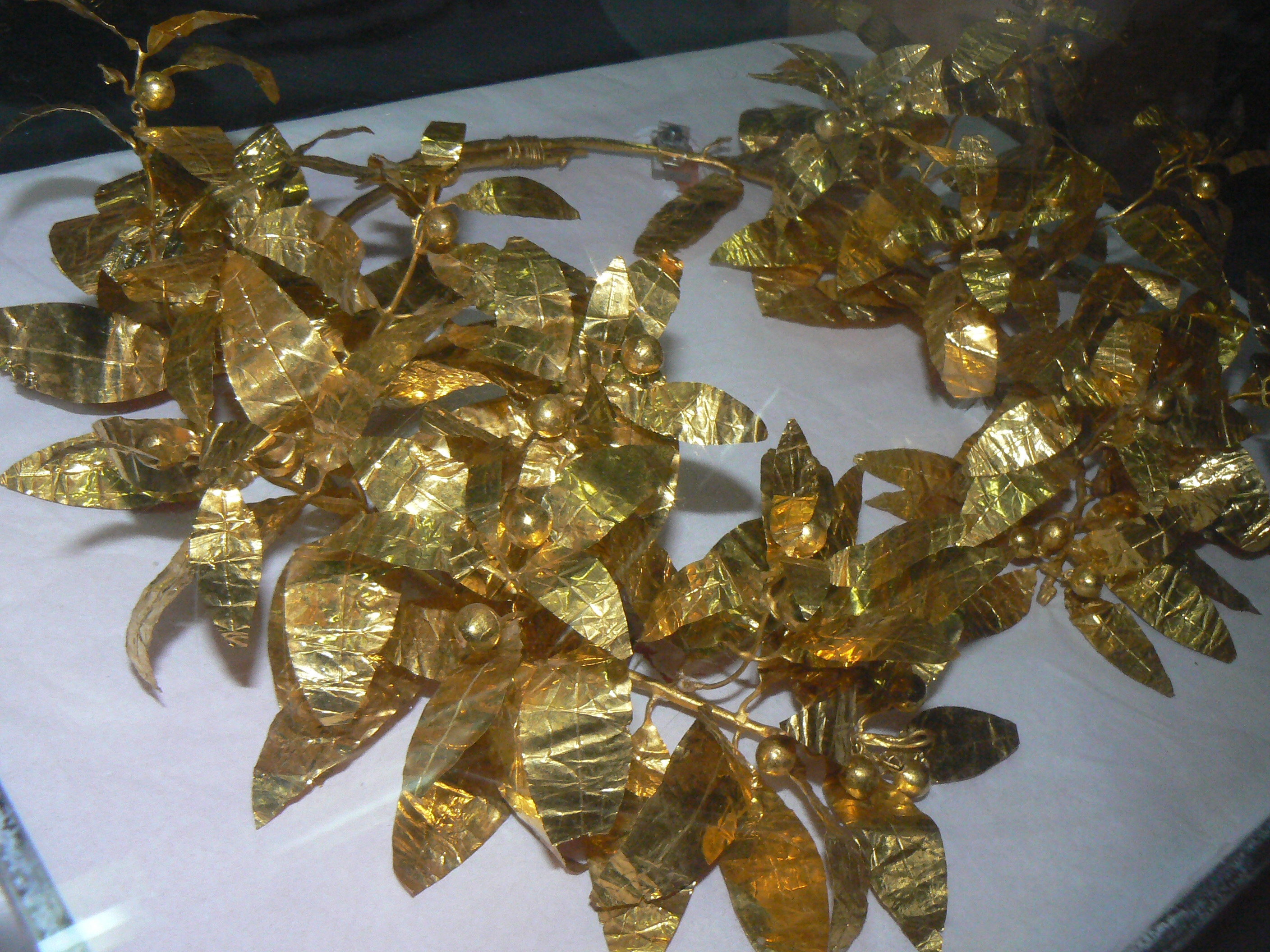
Wieniec z 24-karatowego złota (śr. 24 cm)

Wieniec z 24-karatowego złota znaleziono przy kobiecie pochowanej w grobowcu II. Delikatnie żłobione liście laurowe wykonane są z cienkiej złotej blachy. Obie części wieńca są łączone na czole małymi haczykami. Precyzja wykonania sugeruje, że został on wykonany w hellenistycznym warsztacie. Jego pojawienie w grobowcu zaś sygnalizuje intensywność kontaktów handlowo-dyplomatycznych pomiędzy lokalnym władcą a władcami egejskimi.

### Grobowce I i III
Najstarszy, centralny grobowiec (I.) został zbudowany na planie koła na początku IV w. p.n.e. na poziomie ówczesnego gruntu. Znaleziono w nim szczątki ludzkie, cztery wazy i szkielety czterech złożonych w ofierze psów. 

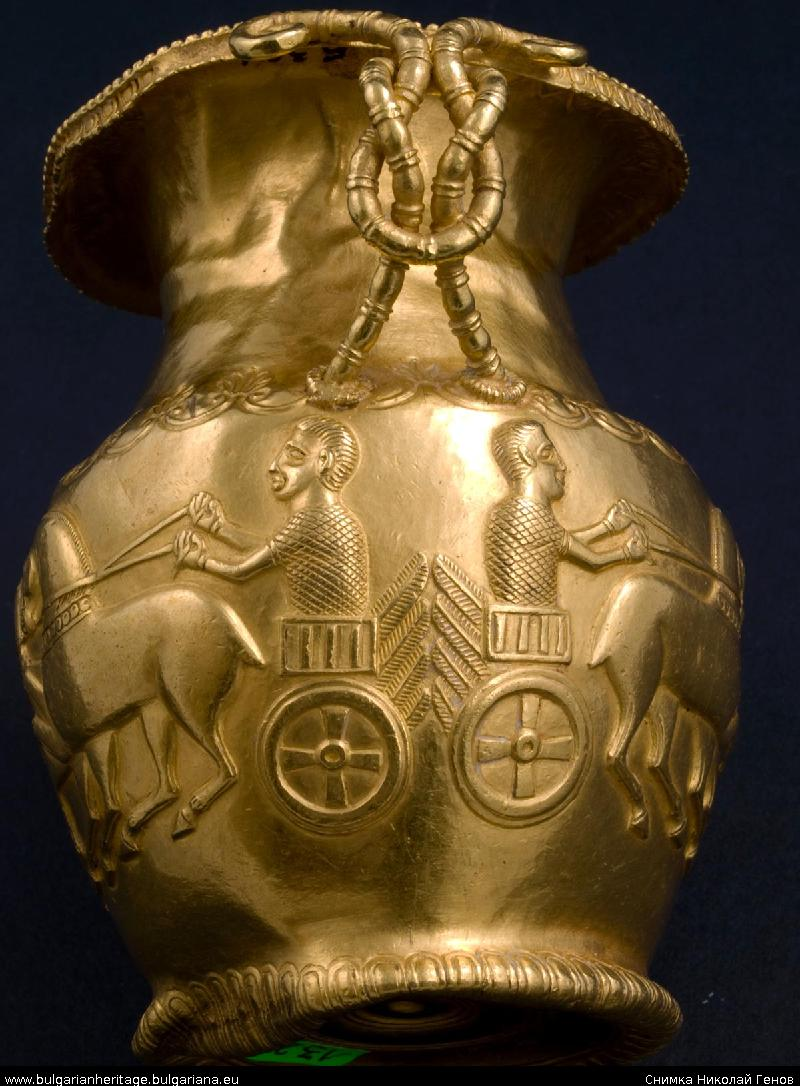
Fragment reliefu złotego dzbanka z III. grobowca

Najmłodszy grobowiec, III., został wykonany z nieociosanych kamieni rzecznych. Oprócz szczątków mężczyzny (woźnicy?), znaleziono w nim szkielet konia, brązowe ozdoby, naczynia oraz złoty i srebrny dzban. 
Złoty dzbanek z III. grobowca zdobiony jest dwoma przeciwstawnymi przedstawieniami kwadrygi. Woźnicami są mężczyźni w zbrojach, z krótkimi włosami. Woźnicowie są oddzieleni od siebie palmetami. Uchwyt przybrał formę węzła prostego, zaś brzeg jest ozdobiony dekoracją ovolo. Sceny figuralne na złotym dzbanku mogą przedstawiać Apolla. Dzbanek prawdopodobnie został wykonany w trackim warsztacie; jego niewielki rozmiar (9 cm wysokości) i materiał wykonania (złoto) sugerują, że był wykorzystywany w ceremoniach rytualnych.

### Datowanie i pochodzenie
Na podstawie znalezionych materiałów skarb jest datowany na IV w. p.n.e. 
Na dwóch naczyniach, fiale z grobowca II, widnieją inskrypcje stgr. ΚΟΤΥΟΣ ΕΓ ΒΕΟ. Pierwsza część napisu jest interpretowana jako imię Kotysa I; druga część napisu zaś jest interpretowana jako imię rzemieślnika, Etbeosa, lub jako odniesienie do lokalnego warsztatu w osadzie Beos. Częstym zwyczajem wśród trackich królów było obdarowywanie swoich dworzan srebrnymi i złotymi kunsztownie wykonanymi naczyniami. Podobne inskrypcje można znaleźć na naczyniach ze skarbu borowskiego.

### Szczegóły elementów skarbu
Poniższa tabela opisuje szczegółowe wymiary elementów skarbu, które były pokazywane na wystawie Skarby Traków w Warszawie w 1976 roku, zgodnie z katalogiem wystawy:
| Lp. | Przedmiot                                               | Wysokość w cm (jeśli podano) | Średnica w cm (jeśli podano) | Tworzywo         |
| --- | ------------------------------------------------------- | ---------------------------- | ---------------------------- | ---------------- |
| 1   | Nagolennik w kształcie głowy kobiecej                   | 46                           | -                            | Srebro i złoto   |
| 2   | Dzbanek                                                 | 8                            | 7                            | Srebro pozłacane |
| 3   | Dzbanek z reliefem - dwaj jeźdźcy (Apollo) na rydwanach | 9 Waga 240 g                 | -                            | Złoto            |
| 4   | Para kolczyków złożonych z ozdobnego dysku i lunuli     | 7,5 Waga 37 g                | -                            | Złoto            |
| 5   | Fiala zdobiona głową Afrodyty                           | 4,5                          | 10                           | Srebro           |
| 6   | Fiala z napisem greckim                                 | 4,5                          | 12,5                         | Srebro           |
| 7   | Fiala z napisem greckim                                 | 4,5                          | 12,5                         | Srebro           |
| 8   | Wieniec laurowy                                         | -                            | 24 Waga 205 g                | Złoto            |
| 9   | 37 aplikacji w kształcie rozet                          | -                            | 2                            | Złoto            |
| 10  | Dzbanek                                                 | 16,5                         | 9                            | Srebro pozłacane |
| 11  | Dzbanek w kształcie szyszki                             | 14                           | 6                            | Srebro           |
|     | Zespół srebrnych ozdób uprzęży końskiej                 |                              |                              |                  |
| 12  | Naczółek w kształcie lwiej głowy                        | 6,5                          | -                            | Srebro           |
| 13  | 2 aplikacje - walka lwa z bykiem                        | 10                           | -                            | Srebro           |
| 14  | 2 ażurowe aplikacje z motywami zwierzęcymi              | 7                            | -                            | Srebro           |
| 15  | 2 aplikacje z motywami zwierzęcymi                      | 8,5                          | -                            | Srebro           |
| 16  | 3 ażurowe aplikacje z głowami gryfów                    | 7                            | -                            | Srebro           |
| 17  | Wędzidło                                                | 18                           | -                            | Srebro           |
| 18  | 80 cylindrycznych paciorków                             | 1                            | -                            | Srebro           |
| 19  | 13 małych główek                                        | -                            | -                            | Srebro           |

## Wystawy w Bułgarii, w Polsce i na świecie
Na co dzień skarb jest prezentowany w Muzeum Regionalnym w miejscowości Wraca, podobnie zresztą jak inny tracki skarb z tego okresu - skarb rogozeński. 
W Polsce skarb był prezentowany w dniach 8 września – 24 października 1976 w Muzeum Archeologicznym w Warszawie. Wystawa pod tytułem Skarby Traków: kultura i sztuka Traków na ziemiach bułgarskich odbyła się w siedzibie muzeum, w budynku Arsenału. Oprócz skarbu z Mogiłanskiego Kurhanu, na wystawie prezentowane były m.in. skarb łukowicki (w skład którego wchodzą przedmioty z przedstawieniami Jeźdźca Trackiego) i skarb wyłczitryński. Nagolennik z Mogiłanskiego Kurhanu był przedstawiony na okładce katalogu wystawy.
Jako jeden z najbardziej znanych zachowanych zabytków kultury trackiej, skarb był prezentowany w wielu muzeach na całym świecie, w tym w Metropolitan Museum of Art w Nowym Jorku (1977), w paryskim Luwrze (2015), w British Museum w Londynie (1976), czy w Getty Museum w Los Angeles (2024/2025).